# Horvátország vasúti közlekedése
Horvátország vasúthálózata normál nyomtávolságú, 2722 km hosszúságú, melyből 980 km 25 kV 50 Hz-es váltakozó árammal villamosított. Vasúti kapcsolata van Magyarországgal, Szerbiával, Szlovéniával és Bosznia-Hercegovinával. Montenegróval nincs vasúti kapcsolata. Nemzeti vasúttársasága a Hrvatske željeznice.

## Forgalom
A HŽ közvetlen vonatjáratokat üzemeltet az ország nagyobb városai között, és külföldi vasúttársaságokkal együttműködve nemzetközi járatokat Európa különböző részein található számos városba, beleértve a közeli fővárosokba, mint Ljubljana, Szarajevó, Belgrád, Budapest vagy Bécs, valamint néhány távolabbi célállomásra, mint Moszkva, Athén és Szófia. Ezek főként mozdonyokból és kocsikból álló nemzetközi vonatok. Zágráb környékén három vonalon közlekednek elővárosi vonatjáratok, a vonatok Magyarországról vásárolt elektromos motorvonatokból állnak.
Horvátországban nagyon elterjedt mozdonytípus a svédországi ASEA által tervezett, a svéd villanymozdonyokhoz nagyon hasonló HŽ 1141 sorozatú villanymozdony. Ezeket a mozdonyokat Horvátországban a zágrábi Končar gyártotta a svéd ASEA engedélyével. Ez a mozdonytípus uralja a horvátországi villamosított vasutakat.
Néhány elavult jármű sürgős pótlása érdekében Svédországból és máshonnan vásároltak néhány használt járművet. Ezek közé tartozik néhány Y1 típusú vasúti kocsi, amelyeket Svédországból vásároltak használtan, és amelyeket Horvátországban főként a mellékvonalakon használnak. Ezek a régebbi motorkocsikat váltották fel.

## Teherforgalom
Mind az országon belül, mind pedig más országokba naponta közlekednek rendszeresen tehervonatok. A tehervonatok Horvátország szomszédos országaiba, de a Horvátország kereskedelmi partnereinek tekinthető, kicsit távolabbi országokba is közlekednek. Horvátország legnagyobb teherpályaudvara, a zágrábi Klara a Savski Gaj kerület közelében található, és a horvátországi vasúti teherforgalom csomópontja. A vasúti árufuvarozásnak erős konkurenciát jelentenek a tehergépkocsik és a kiterjedt modern autópálya-hálózat.

## Vasútvonalak
- 10 Dobova/(SLO)–Zaprešić–Zágráb
- 11 Imeno/(SLO)–Harmica–Sutia (üzemen kívül)
- 12 Murakeresztúr/(HUN)–Kottori–Csáktornya–Varasd–Zabok–Zaprešić
- 13 Rogatec/(SLO)–Korpona–Zabok
- 14 Zabok–Gornja Stubica
- 15 Varasd–Novi Golubovec
- 16 Varasd–Kapronca
- 17 Csáktornya–Miksavár–Szerdahely/(SLO)
- 18 Csáktornya–Muraszerdahely–Lendva/(SLO)
- 20 Gyékényes/(HUN)–Kapronca–Dugo Selo–Zágráb
- 21 Kőrös–Belovár–Gorbonok
- 30 Kapronca–Gorbonok–Pčelić–Nekcse–Eszék–Dálya–Gombos/(SRB)
- 31 Eszék–Pélmonostor–Magyarbóly/(HUN)
- 40 Zágráb–Dugo Selo–Banova–Novszka–Nova Kapela–Bród–Vinkovce–Sid/(SRB)
- 41 Banova–Daruvár–Pčelić
- 42 Nova Kapela–Cseglény–Nekcse (részben üzemen kívül)
- 43 Cseglény–Velike
- 44 Eszék–Strizivojna-Vrpolje
- 45 Strizivojna-Vrpolje–Šamac/(BIH) (csak teherforgalom)
- 46 Eszék–Vinkovce
- 47 Eszék–Vukovár–Dálya–Gombos/(SRB) (részben üzemen kívül)
- 48 Vinkovce–Gunja
- 50 Zágráb–Sziszek–Sunja–Novszka
- 52 Sunja–Volinja
- 60 Zágráb–Károlyváros–Ogulin–Fiume
- 61 Károlyváros–Ozaly–Metlika/(SLO)
- 70 Zágráb–Károlyváros–Ogulin–Knin–Perković–Split
- 71 Knin–Zára (utasforgalom pótlóbusszal)
- 73 Perković–Šibenik
- 74 Ploče–Metković–Čapljina/(BIH) (csak teherforgalom)
- 80 Ilirska Bistrica/(SLO)–Šapjane–Fiume

A törzshálózathoz nem csatlakozó vonalak, amiket csak más országokon keresztül lehet elérni:
Bosznia-Hercegovinán keresztül
- 74 Ploče–Metković–Čapljina/(BIH) (csak teherforgalom)

Szlovénián keresztül
- 90 Rakitovec/(SLO)–Buzet–Lupoglav–Pazin–Póla

## Vasúti kapcsolata más országokkal
- Bosznia-Hercegovina - van, azonos nyomtávolság
- Magyarország - van, azonos nyomtávolság
- Montenegró - nincs
- Szerbia - van, azonos nyomtávolság
- Szlovénia - van, azonos nyomtávolság